# Smolnícka Huta
Smolnícka Huta és un poble i municipi d'Eslovàquia. Es troba a la regió de Košice, a l'est del país.

## Història
La primera referència escrita de la vila data del 1828.

## Demografia
| Godina             | 1994 | 2004 | 2014   | 2024   |
| ------------------ | ---- | ---- | ------ | ------ |
| Nombre de persones | 475  | 494  | 475    | 470    |
| Diferència         |      | +4%  | −3,84% | −1,05% |

| Godina             | 2023 | 2024   |
| ------------------ | ---- | ------ |
| Nombre de persones | 478  | 470    |
| Diferència         |      | −1,67% |